# Butternut
Butternut è un comune degli Stati Uniti, situato in Wisconsin, nella Contea di Ashland.